# 청계초등학교 (경기)
청계초등학교는 대한민국 경기도 과천시에 있는 공립 초등학교이다.

## 학교 연혁
- 1983년 3월 2일 : 개교, 13학급 편성
- 1985년 3월 5일 : 병설 유치원 개원(2학급 편성)

## 참고 자료
- 청계초등학교 - 한국교육학술정보원 학교알리미